# Enderta (woreda)
Enderta je jedna od 36 woreda u Regiji Tigraj u Etiopiji. Ime je dobila po etiopskoj povijesnoj pokrajini
Enderta koja se kasnija spojila s Pokrajinom Tigraj.

## Zemljopisne osobine
Ova woreda nalazi se u Zoni Debubaji na istočnom kraju Etiopske visoravni. Enderta graniči na jugu s woredom Hintalo Vajirat, sa zapada s woredom Samre, sa sjeverozapada i sjevera sa Zonom Mibrakavi te na istoku s Regijom Afar. Najveći grad je Mek'ele, koji je posebna woreda unutar Endertea, ostala veća naselja su Ajnalem i Kajiha. Valja istaknuti i današnje selo Čalakot, nekoć sjedište etiopskog Rasa Volde Selasija.

## Stanovništvo
Prema podacima Etiopske središnje statističke agencije-CSA iz 2005. godine, - Woreda Enderta imala je ukupno (procjena) 144,784 stanovnika od toga je bilo 73,887 muškaraca i 70,897 žena. Svega 21,527 stanovnika (14.87%) je živjelo u gradovima. S ukupnom površinom od 1,339.93 km², Enderta ima gustoću naseljenosti od 108.1 stanovnika po km².
Najveća etnička skupina u Enderti su Tigré (99.5%), sve ostale etničke skupine imaju samo 0.5%. Tigrinju kao materinji jezik govori 99.44% stanovnika, a preostalih 0.56% neki drugi jezik. 
Gotovo cjelokupno stanovništvo ove worede, njih 99.32% su slijedbenici Etiopske tevahedo Crkve. Svega 13.6, njih 4% stanovnika je pismeno, a samo 21.31% djece školske dobi pohađa osnovnu školu, a tek 1.71% pohađa neku srednju školu.

## Gospodarstvo (poljoprivreda)
Na osnovu ankete koju je provela Etiopska središnja statistička agencija-CSA 2001. godine nad 22,546 seljaka iz ove worede, došlo se do sljedećih podataka. Prosječni seoski posjed bio je velik 1.22 ha. Od tih 27,421 ha zemljišta; 95.37% su bile oranice, 0.36% pašnjaci i livade, 1.41% neobrađeno, 0.3% pod šumom a 2.56% zemljišta je bilo za neku drugu namjenu. Od obradivog tla je 85.11% bilo pod žitaricama, a ostatak pod drugim kulturama.